# 投石器
投石器（とうせきき）は、片手で握れる程度の石を遠くへ投げるための紐状の道具。古くから羊飼が羊の群を誘導したり害獣を追い払ったりするのに使い、土地によってはその用途で現代まで使われている。鳥など小型の動物を対象とする猟にも使われた。また安価に作れて弓矢と同等以上の射程と十分な威力を持つことから、古代・中世には兵器としても使われ、火薬などが必要ないためフロンドの乱のように近代・現代でも一般人による暴動などの際に使われることがある。スリング、投石具、投石紐、振飄石とも呼ばれる。
ヨーロッパでは投弾帯と投弾がセットで出土することが多いが、東アジアでは投弾帯の出土例は少ない。東アジアでは、合戦を模した石を投げ合う習俗石合戦が知られ、素手で投げ合っていた可能性が指摘される。投弾帯を使用した場合、弓矢の射程が90‐170mだったころに、200mの目標に命中させられる場合があるとしている。別の資料では、矢の到達距離が200mの時に350‐450mという記録もある。帯付きの杖（振り飄石）の到達距離は約200 m。

## 構造

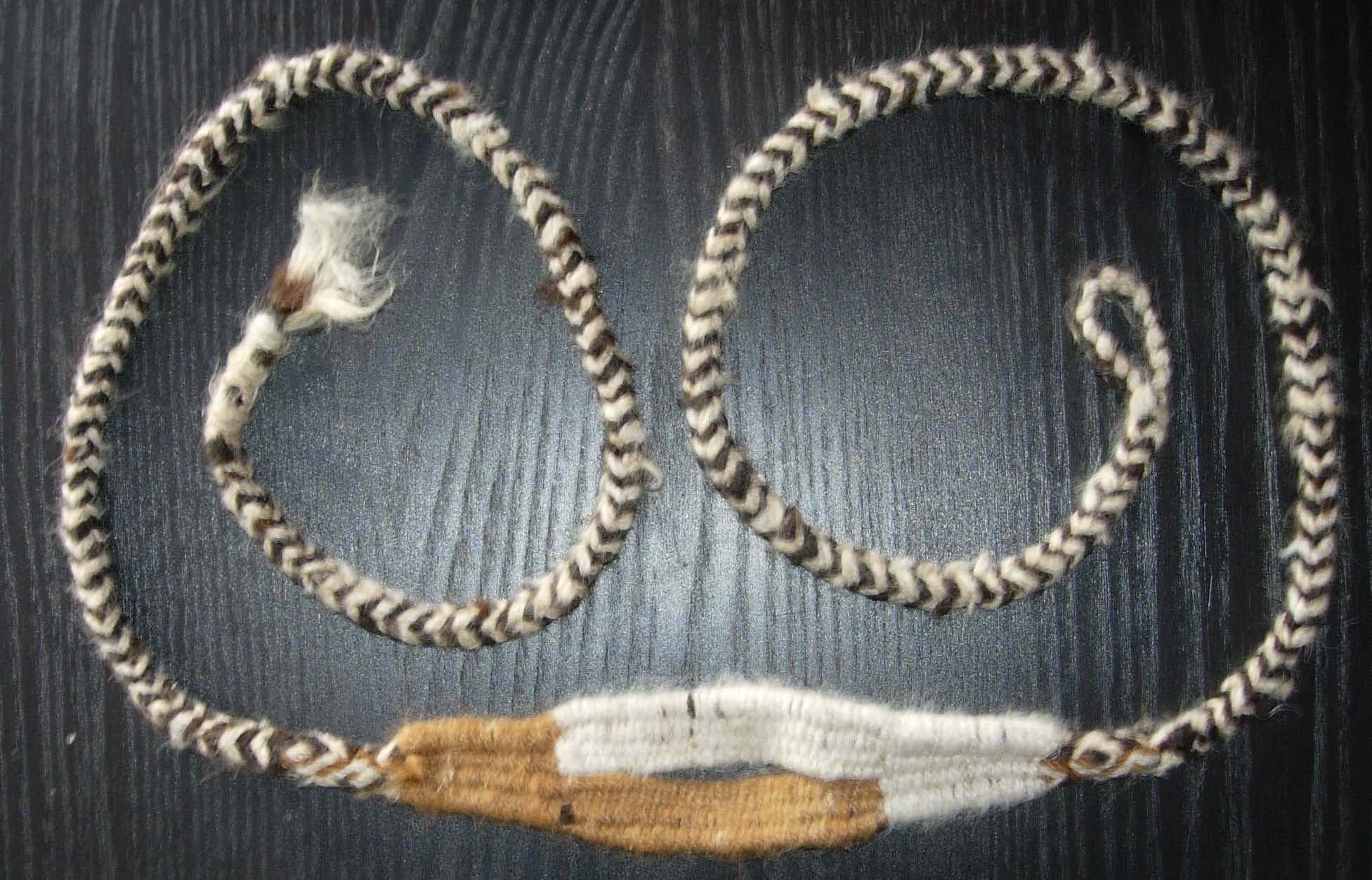
アルパカの毛糸を編んで作った投石器（ワラカ） ペルー南部

基本的に、中央の石を包むための幅広い部分と、その両端の振り回して速い回転速度を得るための細長いひも状の部分からなる。ひも状の部分の一方の端は投げる時に手から離れないようループになっているか、手に巻き付けられる様にやや長くなっている。材料は羊毛や麻の繊維を編んだものや皮革や布でできたものなどがある。長さは二つ折りの状態で0.5mから1.5m程度。
また、90cm程の長さの棹の先に割れ目を付け、石を包み込める幅広い部分を有する紐の一端を棹に括りつけ、紐の括っていない方の端側に結び目を作って割れ目にひっかけ、紐に石をセットして、振りかぶって一振りで飛ばす投石器(スタッフ・スリング)もあり、高速回転させて飛ばす通常のスリングより射程は短くなるが、扱いは容易で前方に飛ばしやすく、両腕の力を込める事ができるのでより重く大きい弾丸や岩を飛ばすことができた。

### 投弾

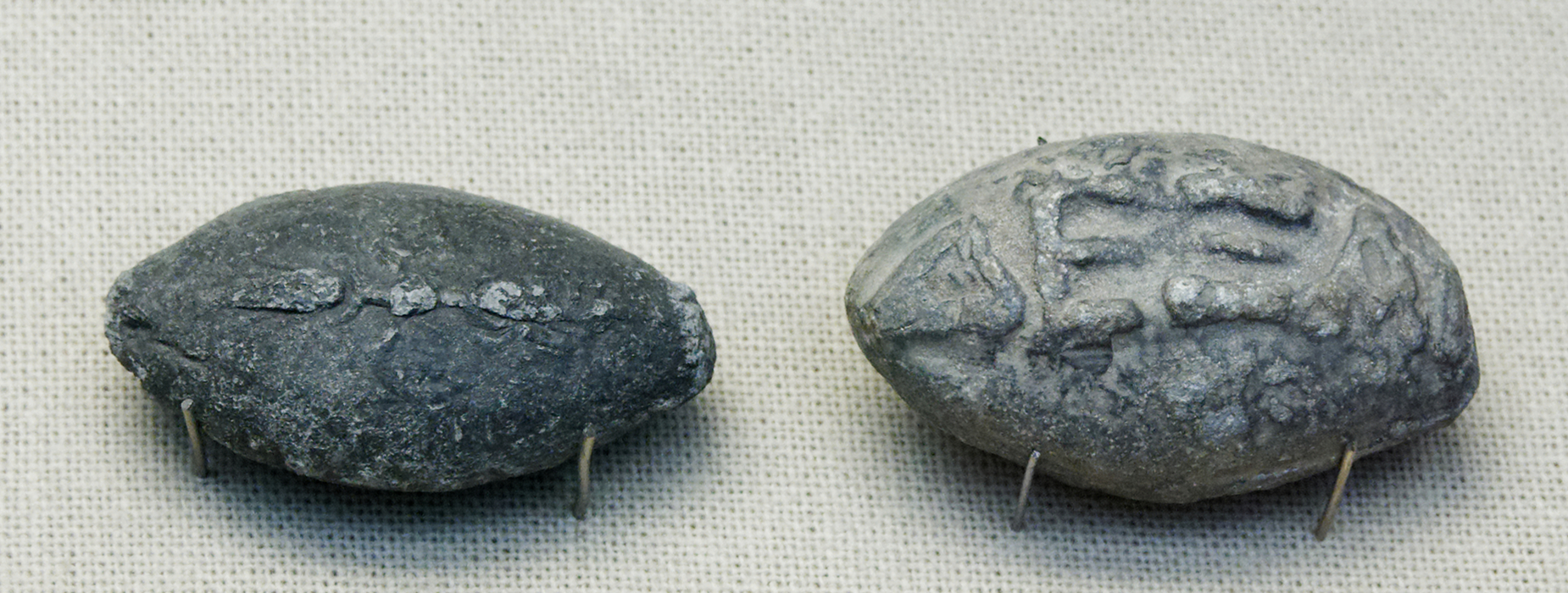
古代ギリシアの鉛から作られた弾。片面には翼のある雷、もう片面には「ΔΕΞΑΙ（ギリシア語でくらえの意）」が鋳込まれている。

弾としては川原などで選んだ玉石のほか、軍用には陶製・鉄・青銅・鉛製の弾も使われた。石製は石弾、土製は土弾と区別される。
日本列島では、唐古・鍵遺跡の弥生時代の土層から、石弾と土弾が発見されているが、投石器は見つかっていない。
古代ギリシアで使われた鉛弾は、ラグビーのボールをやや長くしたような形で、「服従せよ」など往々敵に対する短い言葉が鋳込んであった。また羊飼が使う弾にも同様の形に作って焼いた土製のものがある。こちらは、飛ばした時に大きな音が出るように作られていた。
ヨーロッパのローマ軍の戦場で見つかったものの中で最大の重さは、2オンス（60グラム）の物である。ローマ時代の弾の研究では、卵型に整形され、長さは20-50 mmで標準的なものは40㎜、重さは15-186gで重量はあまり重要視されていなかったようである。この頃の投石器を使わない射程は30-40 mである。
紀元前2世紀ごろ、中東のグレコ・バクトリア王国時代のギャウル・カラ南西の堡塁から見つかった弾は、球形、日干し粘土製で 30-50 gである。これらの粘土製の弾は、ぶつかると砕けるため敵に再利用されることがなかったとされる。また、同じ場所から卵型の弾も少数見つかっており、5‐6 cm、重さ 30‐60 gで、この時代以前の遺跡からも見つかっている。
1800年前のスコットランドにあるローマ軍の破壊された要塞遺跡バーンズウォーク・ヒルから、鉛製の投石器用弾の約20％に穴が開いた弾（Whistling Sling Bullets）が発見されており、鏑矢のように投げた際に音を立てて威嚇するために使用されたと考えられている。この音を発する弾は通常使う弾より小型で複数使うことを想定していたのではないか、散弾銃のように接近戦で複数まとめて使用したとする考古学者もいる。
他の遺跡では鉛製の穴の開いた弾は発見されていないが、紀元前2世紀と3世紀のギリシャの戦場では穴の開いた陶器製の投石器の弾が発見されている。これらの穴に毒を仕込んでいたと考える考古学者もいたが、考古学者John Reidの実験によると通常使われる大型の弾に比べて、弾道的に飛距離もなく威力も小さく皮膚を突き破る保証がないため、毒を仕込むことに意味がなかったとしている。

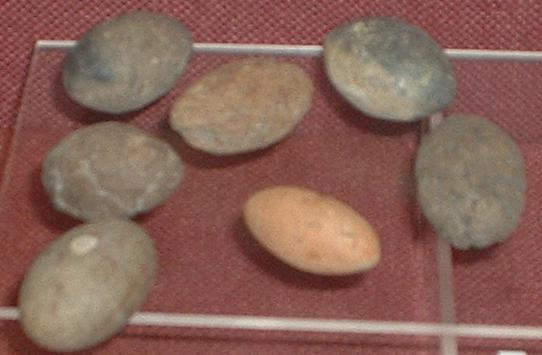
焼いた粘土や石から作られた弾。
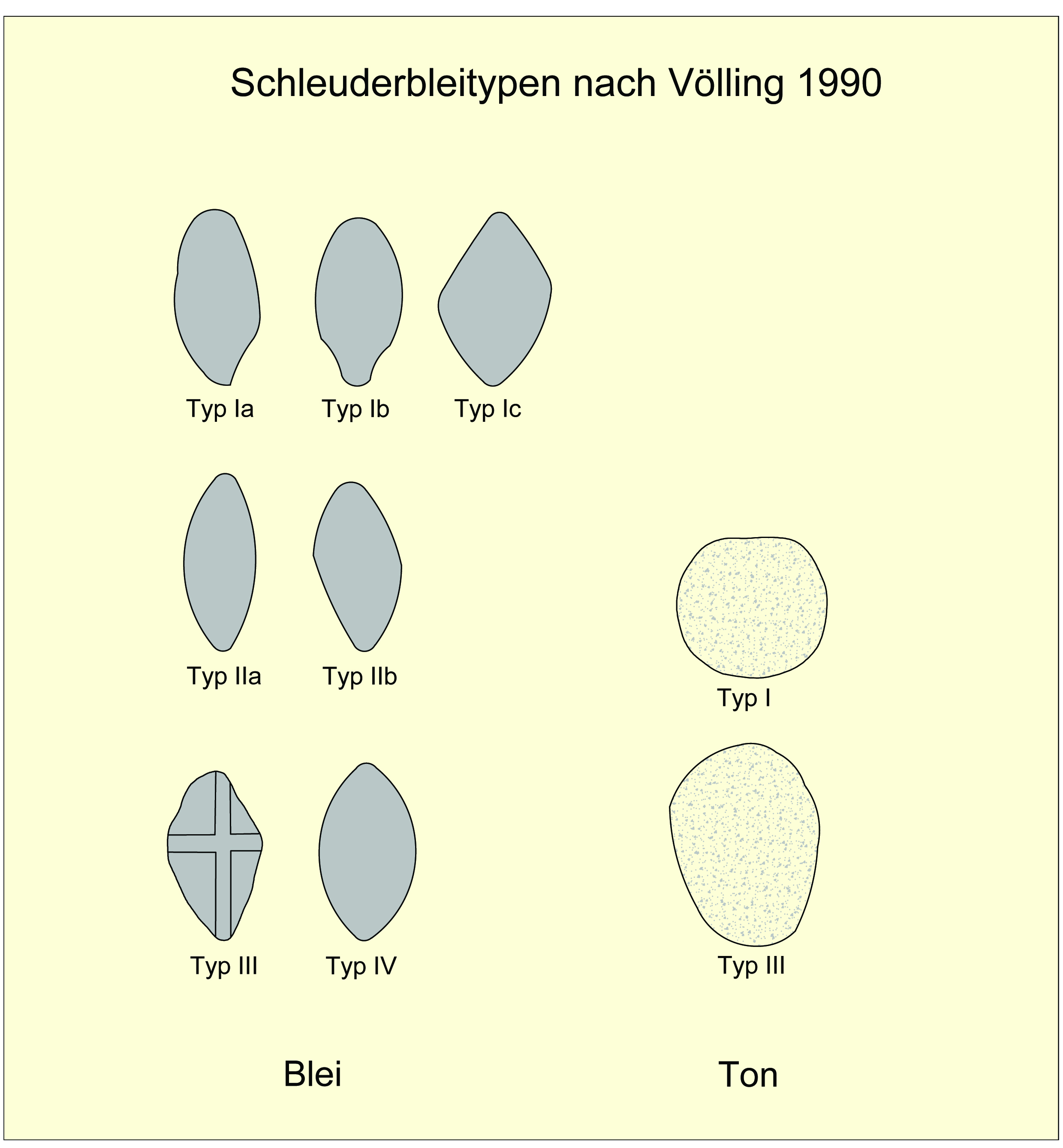
考古学者Thomas Völling（ドイツ語版）による弾の分類

## 用法

使用の様子

全体を二つ折りにして一端をループを手首に通すか手に巻き付けるなどして手に固定して他端とともに握り、広い部分に石をくるんで頭上で振り回すか（オーバースロー）、体側面で振り回す（アンダースロー）かして、適当な位置で握った手を緩めるとひもの片方が手から抜けて石が飛ぶ。ひもの一方を放すタイミングが方向や射程に大きく影響するので、飛び道具の中で最も修得が困難だったといわれる。オーバースロー、アンダースローともそれぞれ長短あり、使い分けを要する。またそれぞれの射程に適した投石紐の長さがあり、標的までの距離に応じて選択する能力も要求される。一般的に近距離の標的に当てる時は短い紐の物を使い石も比較的大きく重い石を使用し、逆に遠距離の場合は長い紐の物で小さく軽い石を用いた。
弓と比べたときの投石器の強みは、射程が長かったこと、より強力な弾を投射できたことなど様々であるが、その最大のメリットは弾丸の調達が容易であったことである。鉄の鏃を持った強力な矢の大量生産は時として大変な作業であったが、投石器はそれが大規模に運用される場合においても、特殊な補給を必要としないことが多い。適当な硬度・大きさ・形状の石を手近な川原・岩場などから拾ってくればいいのである。ただし、集団で一斉に同一射程の標的を狙う場合は些細な石の質量や密度・形状の差でその攻撃効果が大きく左右されかねないため、より組織的な攻撃を行うためには規格化された均一の品質を持った弾を使うことが望ましく、その結果ばらつきの激しい天然石ではなく人工的に生産された弾が求められるようになるに至り、弾丸の調達に関しては矢と大差なくなってきたのも事実である。
また、もう一つの強みとしては狙いを定めている間、弓矢は両手で構えていなければならないのに対して投石器は片手で振り回している為、もう片方の手が自由であると言う点があった。例えば弓矢の敵と戦う時、このあいた片手で盾を持っておけば敵よりも相手の攻撃を避ける事ができた。その為、古代ヨーロッパなどでは弓矢を使う相手に対して投石器や投げ槍を優先的に用いて対抗することもあった。
これに対してデメリットには、弓矢と違い一度投石動作を開始すると、その途中で標的を変更することがほとんど不可能なこと、馬上からの使用が困難なことなどがある。

## 歴史

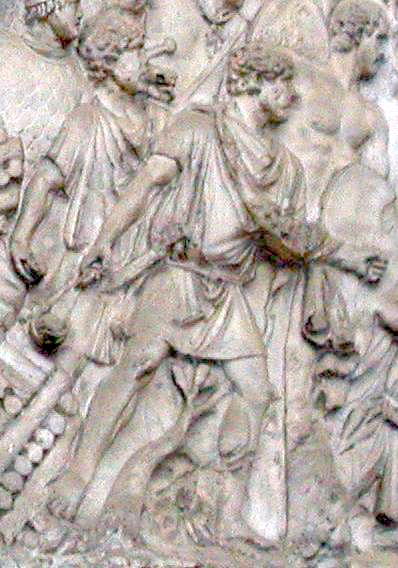
トラヤヌス記念柱の浮彫に見える投石兵

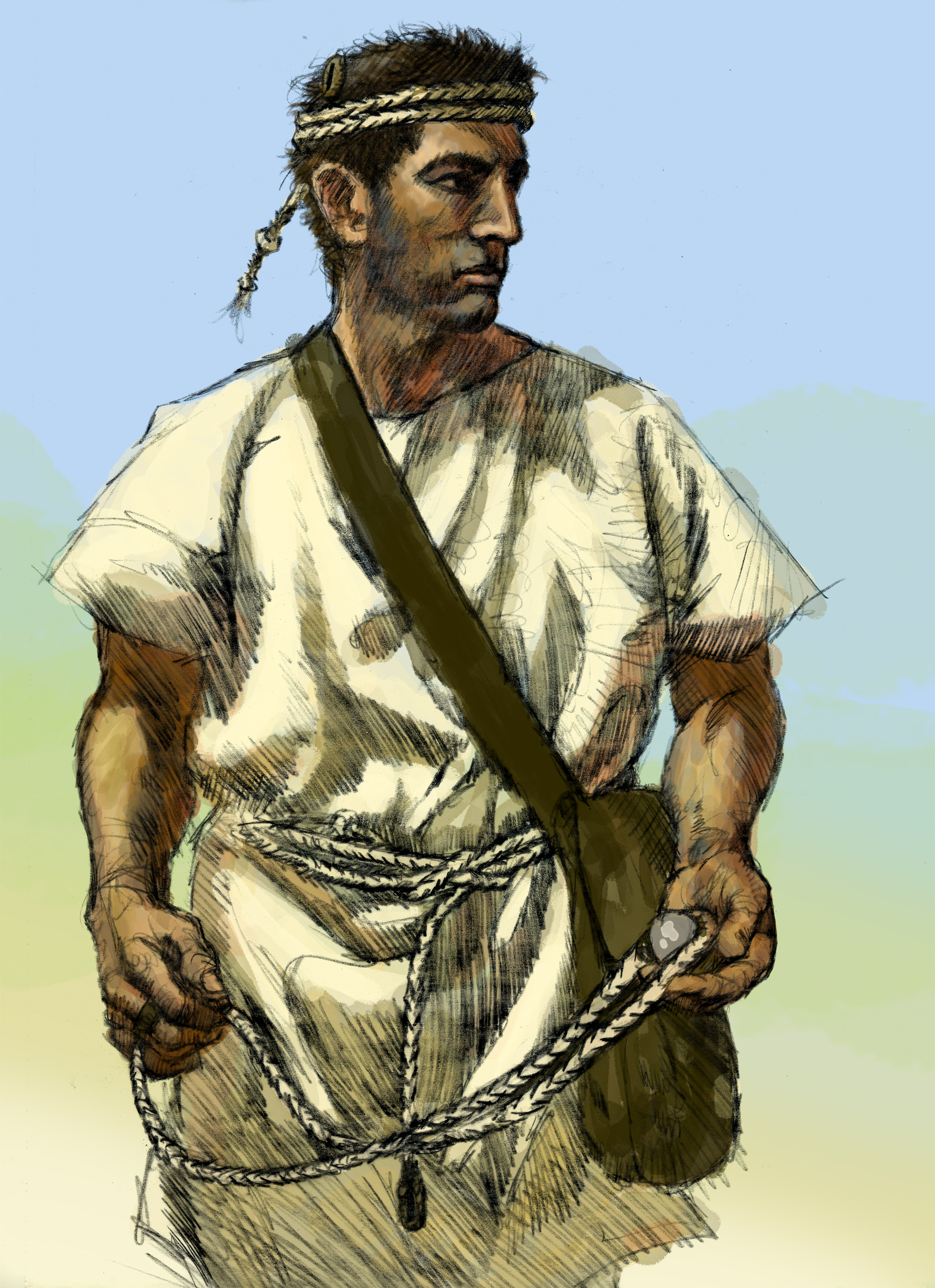
バレアレス島の投石兵Balearic slinger再現図。

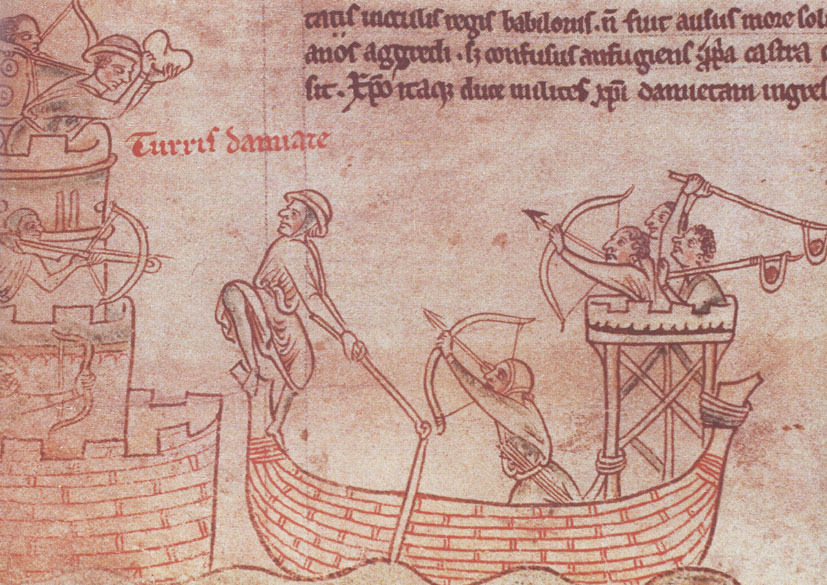
船尾で振り飄石（ラテン語:Fustibalus）を構える船員。

投石器は弓と同時期の中石器時代（紀元前12000年頃〜紀元前8000年頃）に（おそらく始めは弓と同じく狩猟用として）発明されたと考えられている。
やがて人類が、農業を営み、国家を作り、農地や水利や収穫物（富）や奴隷（労働力）や支配権などをめぐって争うようになると、弓と同じく投石器も戦争の道具として転用されることになる。
古代のシュメール人やアッシリア人が投石器を使っていたことは当時の浮彫などにより知られている。アッシリアの浮彫に見られる戦闘描写では投石兵は弓兵の後方に並んでおり、投石器による石弾の射程は当時の弓による矢の射程より長かったと推測されている。
過去、そして現在も、遊牧民は、害獣から家畜を守るためや群れを制御するために、投石器を使っている。聖書の『士師記』には「一本の毛すじをねらって」投げてもはずさないという手練の投石兵たちの記述があり、また『サムエル記』には、後にイスラエルの王となる羊飼いの少年ダビデが、投石器でペリシテ人のゴリアテという大男を倒したことが書かれている。
古代の地中海世界では東のロドス島人や西のバレアレス諸島人が特に投石器の名手（Balearic slinger）の多いことで知られ、諸国の傭兵隊に投石兵を提供していた。
古典時代の古代ギリシア世界では重装歩兵の白兵戦のみが栄誉あるものとされていたために投石器の歴史記録に乏しい。しかし、現実には戦闘開始時に敵戦列を乱して自軍の重装歩兵戦列の突破口を作ったり、攻撃が失敗して退却するときに、軽装歩兵が投石器、弓矢、投槍によって反撃を行わなければ退却はおぼつかなかった。そうした実態は次に記す『アナバシス』などの実例によって判明している。
『アナバシス』では、重装歩兵中心で投石兵や騎兵を欠くギリシア人傭兵が、騎兵・弓兵・投石兵よりなる敵の小部隊に遠方から一方的に攻撃され、防戦に徹さざるを得ずに戦意を喪失しかけた際、クセノポンの発案で陣中からロドス島人を集めて投石兵隊を編成し、速成の騎兵隊とともに数日後に現れた同じ構成の敵の大部隊をみごとに撃退したこと、その時鉛玉や小型の石弾を使うロドス島人投石兵が大きな石を使う敵側の投石兵や弓兵に射程で優っていたことが書かれている。
史実を背景にするとはいえ、旧約聖書の半ば神話的なダビデとゴリアテの物語はともかく、著者本人の体験に基づく『アナバシス』の記述や、ペロポネソス戦争を描いたトゥキュディデスの同時代史記録である『戦史』中、スパルタ人守備隊が降伏したスパクテリア島での戦闘の記述などは、重装歩兵に対しても投石器による攻撃が有効であったことを示している。
紀元前4世紀の古代ギリシアでは、遠心力を高めて射程を延ばす為に、紐の代わりに長い棒の先にスリングを結びつけた、「スタッフ・スリング」と呼ばれる兵器が発明されている。
5世紀のローマのウェゲティウスの著述によると、当時の弓の射程は180m程度だったとされているのに対し、アナバシスの記録から考えて、投石器の射程は400mを超えたと考えられる。また、投石器から弾丸が飛び出すときの初速は100km/hを越すと考えられており、ヴェジティウスによると前後を円錐形に加工した弾丸は皮革製の鎧をつけた兵士に対して弓矢よりも致命的で内臓を損傷する傷を負わせ、鎧をつけていなければ人体を貫通したという。
鎧の防御力や騎兵の運用技術の向上、複合弓や弩などの強力な弓矢の登場などによって4世紀頃に投石兵の地位は衰退し始め、中世には投石器は次第に使われなくなったが、17世紀までは榴弾を投げるのに使われることがあった。
アステカでは、Tematlatl と呼ばれた。インカでは、ワラカ（もしくはOnda）と呼ばれ、使わない時には装身具とされた。
中国では漢代の墓の壁に細い紐を投弾につけて、弓で馬の群れに向かって飛ばす場面が描かれている（甲元真之 山崎純男 『弥生時代の知識 考古学シリーズ5』 東京美術 1984年 pp.124 - 126）。この他、南米のボーラ (武器)では、革紐の両端につけて投げる（同書 p.124）、ミクロネシア部族の石弾の形状は弥生期日本と同様のラグビーボール状であり、投石帯を用いる（同書 p.125に図あり）。

## その他
原理的に同じものが射程を伸ばす目的でマンゴネル（トレバシェットの原形で、重錘でなく多数の綱がついており、大勢で綱を引下ろして石を飛ばすもの）やトレバシェットの桿の先にも使われた。

## 記録
最長射程距離は、ギネス記録によれば、1992年9月13日カリフォルニア州ボールドウィン湖で記録されたもので、David Engvallが50㎝のスリングを使い 62g（21/4oz）の弾を 477.10mまで飛ばした記録である。